# American Chess Magazine
The American Chess Magazine – najstarsze amerykańskie czasopismo szachowe, ukazujące się w latach 1846–1847 pod redakcją C.H.Stanleya. W 2016 wznowiono wydanie tego czasopisma.